# الفساد في جنوب السودان
يعد الفساد في جنوب السودان من بين الأسوأ في العالم. طورت النخب في البلاد نظامًا كليبتوقراطيًا يتحكم بكامل أجزاء اقتصاد جنوب السودان. تبلور هذا النظام بسرعة في فترة وجيزة نسبيًا، إذ فاز جنوب السودان بالحكم الذاتي في 2005 مع بقائه جزءًا من السودان، ومُنح السيادة التامة في 2011. احتلت البلاد المرتبة الأخيرة في مؤشر مدركات الفساد لعام 2021 الصادر عن منظمة الشفافية الدولية، والذي يُصنِف 180 دولة حسب المستوى الملحوظ لفساد القطاع العام بها.
وفقًا لأحد أعضاء البرلمان، تفتقر البلاد إلى كافة ضوابط «مكافحة عمليات الاحتيال والمخالفات بين كبار المسؤولين الحكوميين»، وخاصة بين مسؤولي المشتريات الحكومية داخل وزارة المالية والتخطيط الاقتصادي. كتب نيول غار نغوين في مقال نُشر في 2013 «اللصوص المباشرون ونهب الأموال العامة في وضح النهار من قبل من يطبق القوانين أو الرجل المسؤول هو الأمر المسيطر دائمًا» في جنوب السودان. ورد أن مستوى الفساد وسوء الإدارة التي كشف عنها تقرير المراقب المالي العام لعامي 2005 و2006 «جلبت الدموع لدى بعض النواب في المجلس التشريعي الوطني في جنوب السودان». وذكر تقرير صادر في 2012 أن أكثر من 4 مليار دولار من الأموال الحكومية قد سُرقت منذ الحكم الذاتي في 2005.
يُعد ما يسمى «ملحمة دورا» فضيحة الفساد الأكبر منذ بدء الحكم الذاتي، على الرغم من وجود العشرات من الحالات المهمة الأخرى من المخالفات المماثلة. غالبًا ما كانت هذه الحوادث مُكتنفة بالارتباك وتقريبًا لم تسفر عنها أية ملاحقات قضائية أو عقوبات. أشارت مجلة ذا أفريكا ريفيو في 2013 إلى أنه على الرغم من أن حكومة جنوب السودان أمرت بإجراء الكثير من التحقيقات في الفضائح، تُهمل هذه التحقيقات دومًا أو يجري إفسادها بشكل متعمد. أعلن الرئيس سلفا كير ميارديت مرارًا وتكرارًا أن حكومته تحارب الفساد بنشاط، ولكنه أقال في 12 أبريل 2013 إلياس واكو نياميليل، نائب وزير الخارجية والتعاون الدولي «لاعترافه بأن جنوب السودان فاسد ومُتعفن حتى النخاع». تتفاقم المشكلة بسبب الافتقار الخطير للشفافية في سجلات حكومة جنوب السودان والمعلومات التجارية. يمكن رفض طلبات الحصول على بيانات رسمية بشكل تعسفي دون عقاب.

## البدايات
يشير تقرير صادر عن صحيفة ذا سنتري في 2015 إلى أن جنوب السودان تأسس بالأمل وصوت مواطنوه بأغلبية ساحقة لصالح الاستقلال وقدم المجتمع الدولي مساعدة كبيرة. نظرًا لمستوى عائداته النفطية المرتفع، كان من المتوقع أن يحقق جنوب السودان الاكتفاء الذاتي بسرعة بعد المرحلة الانتقالية، لكنه «غرق في حرب أهلية وانهيار اقتصادي وعزلة دولية زاحفة» عوضًا عن ذلك، في حين استولى حكامه على كافة قطاعات الاقتصاد تقريبًا، وهو ما أهدر «فرصة تاريخية لتطوير دولة فعالة». تُعتبر الحرب الأهلية القائمة إلى حد كبير نتيجة للصراعات بين النخب التي ترغب في «إعادة التفاوض» حول حصص ميزان القوة السياسية والاقتصادية، بما في ذلك الموارد الطبيعية، عن طريق الحرب.

## نظام الفساد
يحدد تقرير صادر عن مركز أوتشتاين لموارد مكافحة الفساد الأنواع الرئيسة للفساد في جنوب السودان على أنها الفساد البيروقراطي والمحسوبيات والفساد السياسي والاختلاس، ويَذكر أن هذه الأشكال من الفساد تحدث إلى حد كبير في القطاعات التالية: الصناعات الاستخراجية والإدارة المالية العامة وقوات الشرطة والأمن.
يصنف تقرير صادر عن ذا سنتري الفساد في جنوب السودان بطريقة مختلفة قليلًا، ويحدد الطرق الرئيسة الأربعة التالية التي تُختلس بها ثروة البلاد إلى جيوب النخب:
1. قطاع الصناعات الاستخراجية، أكبر مصدر للإيرادات في البلاد، ويفتقر إلى أي شفافية وتُساء إدارته بشكل كامل. النفط هو مصدر الحكومة الرئيسي للعملة الصعبة، ويُستخدم بكونه ضمانًا من أجل القروض الأجنبية التي تُبقي اقتصاد البلاد واقفًا على قدميه.
2. تحتفظ الدولة العسكرية بالسيطرة على اقتصاد البلاد بشكل مباشر من خلال السيطرة على الميزانية العامة وبشكل غير مباشر من خلال العلاقات الوثيقة مع الشركات وبالعقود. إن الإنفاق العسكري في جنوب السودان أعلى من أي بلد آخر في المنطقة. لا توجد عمليًا أي معلومات عن المخصصات العسكرية وهو ما يشكل في بعض الحالات انتهاكًا للقانون. يشمل الجيش «نظام محسوبيات كبير ومعقد»، وهناك رقابة ضئيل على نفقات كشوف الرواتب، إذ نادرًا ما تُبلغ وزارات الأمن الرئيسة (الدفاع والداخلية والاستخبارات) عن نفقات كشوف رواتبها. سرق القادة العسكريون في كثير من الحالات رواتب الجنود؛ هناك أيضًا عشرات آلاف «الجنود الأشباح»، أي الجنود الذين ليسوا موجودين إلا في وثائق كشوف الرواتب، ويُقال إن هذه هي الطريقة الأساسية لاختلاس المسؤولين العسكريين والأمنيين للثروات إلى حسابات خاصة. يتمتع الجنرالات العسكريون بسلطة كبيرة في تخصيص الأموال الحكومية، وغالبًا ما يعيدون توجيه الأموال غير العسكرية إلى الأغراض العسكرية. تُجلب الأسلحة والإمدادات العسكرية بطريقة مخصصة تتسم بالفساد والمغالاة في الأسعار والافتقار إلى المعاملات الورقية المناسبة وإلى الشفافية. تخضع الميزانية الشخصية للرئيس «لرقابة محدودة جدًا»، ويُبالغ بالكثير من بنودها بشكل فظيع وتُخفي على ما يبدو نفقات عسكرية.
3. الإنفاق الحكومي، الذي يشمل نظام مشتريات معرض للفساد والهدر، مع عقود مربحة تُمنح بانتظام للموردين المرتبطين بالمسؤولين الحكوميين. تعاني كل المؤسسات العامة تقريبًا من شلل ناتج عن الفساد وسوء الإدارة. تُمنح عقود لا يمكن التراجع عنها، وخاصة عقود بناء الطرق واستيراد المركبات، بانتظام للشركات المملوكة من قبل النخب الحاكمة بأسعار مبالغ فيها دون أي رقابة. يتميز الإنفاق الحكومي في جنوب السودان «بتجاهل واسع النطاق» للتقارير والضوابط والتوثيق. ينطوي إنشاء الشركات على التعامل مع بيروقراطية متقنة، ويُعتقد أن هذا النظام المعقد مكّن المسؤولين من الربح على نطاق واسع من خلال الرشاوى والحصول على أسهم غير موثقة في الشركات. تُهمل القواعد التي تتطلب الإقرارات المالية السنوية بشكل ممنهج. وتُحول كمية كبيرة من أموال الدولة إلى شركات وهمية تُستخدم لاختلاس ثروات الدولة على نطاق واسع. مُنحت عقود حكومية في الكثير من الحالات لشركات ليس لها خلفية في النشاط ذي الصلة والتي يُرجح أنها أُنشئت قبل أيام أو قبل ساعات فقط من منح العقود.
4. غسل الأموال: تستغل النخب القطاع المالي الهش في البلاد من خلال استخدامها لغسل الأموال وتوليد الإيرادات. تشارك نخب جنوب السودان بشكل كبير في القطاع المالي، وخاصة في المضاربة في سوق العملات الموازية، وهو ما يقلل من قيمة العملة ويؤدي إلى التضخم. توسع القطاع بشكل كبير منذ حصول البلاد على استقلالها، ما سهل على النخب الانخراط في عمليات نقل غير قانونية. يسمح «حاملو المبالغ النقدية الكبيرة» باختلاس الأموال إلى خارج البلاد بشكل أبسط وأسرع، مع عدد أقل من الإقرارات وإمكانية تتبع أقل. بالإضافة إلى ذلك، تُسمي قوائم مجالس إدارة الكثير من البنوك نخب الدولة نفسها، ما يشير إلى أن هذه البنوك تخدم مصالح هذه النخب بشكل رئيسي. أُنشئت مكاتب أسواق صرف عملات خاصة تُسهل غسل الأموال وغيرها من المناقلات غير المشروعة. ويُقال إن بعضها مملوك من قبل أعضاء النخبة، الأمر الذي من شأنه أن يمثل تضاربًا كبيرًا في المصالح.

من الأسباب الرئيسة الأخرى القَبَلية.